# Brainscan
Pour plus de détails, voir Fiche technique et Distribution.
Brainscan est un film d'horreur américain, réalisé par John Flynn, sorti en 1994.

## Synopsis
Michael Bower, un adolescent solitaire et timide âgé de 16 ans, découvre un mystérieux jeu du nom de Brainscan, qui utilise l'hypnose pour faire ressentir au joueur une "expérience inédite en matière d'épouvante". Michael va vite se rendre compte que les terribles épreuves qu'il a vécues dans ce jeu n'ont rien de virtuel.

## Fiche technique
- Titre : Brainscan
- Réalisation : John Flynn
- Scénario : Brian Owens et Andrew Kevin Walker
- Producteur : Michel Roy
- Compositeur : George S. Clinton
- Sociétés de production : Triumph Films
- Genre : Horreur
- Durée : 90 minutes
- Dates de sortie :
  - États-Unis : 22 avril 1994
  - France : 7 juin 2000

## Distribution
- Edward Furlong : Michael Bower.
- Frank Langella  (VF : Benoît Allemane)  : Hayden, un détective
- T. Ryder Smith : The Trickster
- Amy Hargreaves : Kimberly
- Jamie Marsh : Kyle